# Hortobágyi László
Hortobágyi László (Budapest, 1950 –) magyar zeneszerző. 1976-tól Indiában gyűjtött és tanult szitáron, tablán, rudra-vinán játszani, A Keleti Zenei Archívum  gyűjteményének alapítója.

## Élete és pályafutása
Zenetudományi, indológiai és képzőművészeti tanulmányai mellett részt vett néhány kelet-európai orgona tervezésében és felépítésében. 1967-től folyamatosan expedíciókat, gyűjtőutakat szervez elsősorban Észak-India területére, helyszíni hangfelvételek készítése, zene-filológiai források felkutatása, könyvtárak, archívumok, hangtárak átfésülése, illetve a helyi zenei gyakorlat elsajátítása céljából. Egyebek mellett rudra-vina, surbahár, szitár és tablá stb. hangszeres képzésben részesült. Navraojji Kabraji által 1870-ben alapított Hindi-Mohamedán zenetársaság nyomán 1980-ban megalapította a Gáyan Uttejak Mandal együttest, mely kibővült a Gáyan Uttejak Studióval és a soknemzetiségű Gāyan Uttejak Orchestrával.
Zenetudományi és elméleti publikációi külföldön és Magyarországon is megjelentek  a klasszikus indiai zene, számítógépes zenei rendszerek, a memetika, egy lehetséges bitonális harmóniarendszer, a fiktív társadalmi rendszerek és azok felépítése, a hindusztáni tálastrukurák, az elidegenedés és a 22 fokú felhangrendszer polifonikus alkalmazása tárgyában.
Cyber-rága málá és mémábrázolásokat készített.

## Gāyan Uttejak Orchestra
A Gāyan Uttejak Orchestra gyökerei a 19. század végéig nyúlnak vissza, hiszen a zenekart létrehozó, 1981-ben Magyarországon megalapított Gáyan Uttejak Society előképét, a Gáyan Uttejak Mandalit, Navraojji Kabraji és V.N. Bhatkhande, 1870 és 1917 között működtette Mumbaiban.
A több mint 50 kiadott lemezt és CD-t maga mögött tudó zenekar futurisztikus zenei kompozíciói holland, német, amerikai, görög, indiai, francia, angol és magyar kiadók gondozásában kerültek publikálásra, és világszerte a számos díjat nyertek,[forrás?] többek között a magyar hagyományos népzene újraértelmezéséért adományozott nagydíjat Németországban, az év lemeze díját Új-Zélandon, a Margen-fődíjat Spanyolországban és az Octopus-díjat Franciaországban.[forrás?]
A GUO előadásain a tradicionális hindu-muszlim és a klasszikus ázsiai zenei világok eredeti hangszerelésben, egyben a hagyományos hangszerek által vezérelt élő-elektronikus hangszíntézist is megvalósítva szólalnak meg.

## A Guo tagjai
- Hortobágyi László: rudra-vina, szitár, surbahár, computed mémesis
- Hortobágyi Nóra: harmónium, csembaló, keyboard
- Kosztyu Zsolt: basszus, samplerek, effektek
- Mótyán Tibor: tablá-tarang, tablá, jidaki
- Nádházi Tamás: dob, gong, samplerek
- Littmann Tamás: mix
- Haász Ferenc - Pintér Anita: színpadterv és fényakusztika
- Pintér Gábor Levente (Internal Media Corporation) - Management